# Armadillidium dalmaticum
Armadillidium dalmaticum är en kräftdjursart som beskrevs av Hans Strouhal 1939. Armadillidium dalmaticum ingår i släktet Armadillidium och familjen klotgråsuggor. Inga underarter finns listade i Catalogue of Life.